# Коваленко, Валентин Анатольевич
Валентин Анатольевич Коваленко (узб. Valentin Kovalenko; род. 9 августа 1975, Ташкент) — узбекистанский футбольный судья украинского происхождения.

## Трудовая деятельность
Является судьёй ФИФА. Судит матчи Чемпионата Узбекистана и Кубка Узбекистана по футболу. В АФК судит матчи сборных стран, матчи Лиги Чемпионов АФК и Кубка АФК. Был в списке судей Кубка Азии 2011. Судил финал Кубка АФК 2012 года.
В январе 2019 года приглашён для обслуживания матчей Кубка Азии по футболу, который проходил в ОАЭ.

## Семья
Женат. Трое детей: 2 дочери и сын.